# Jens S. Dangschat

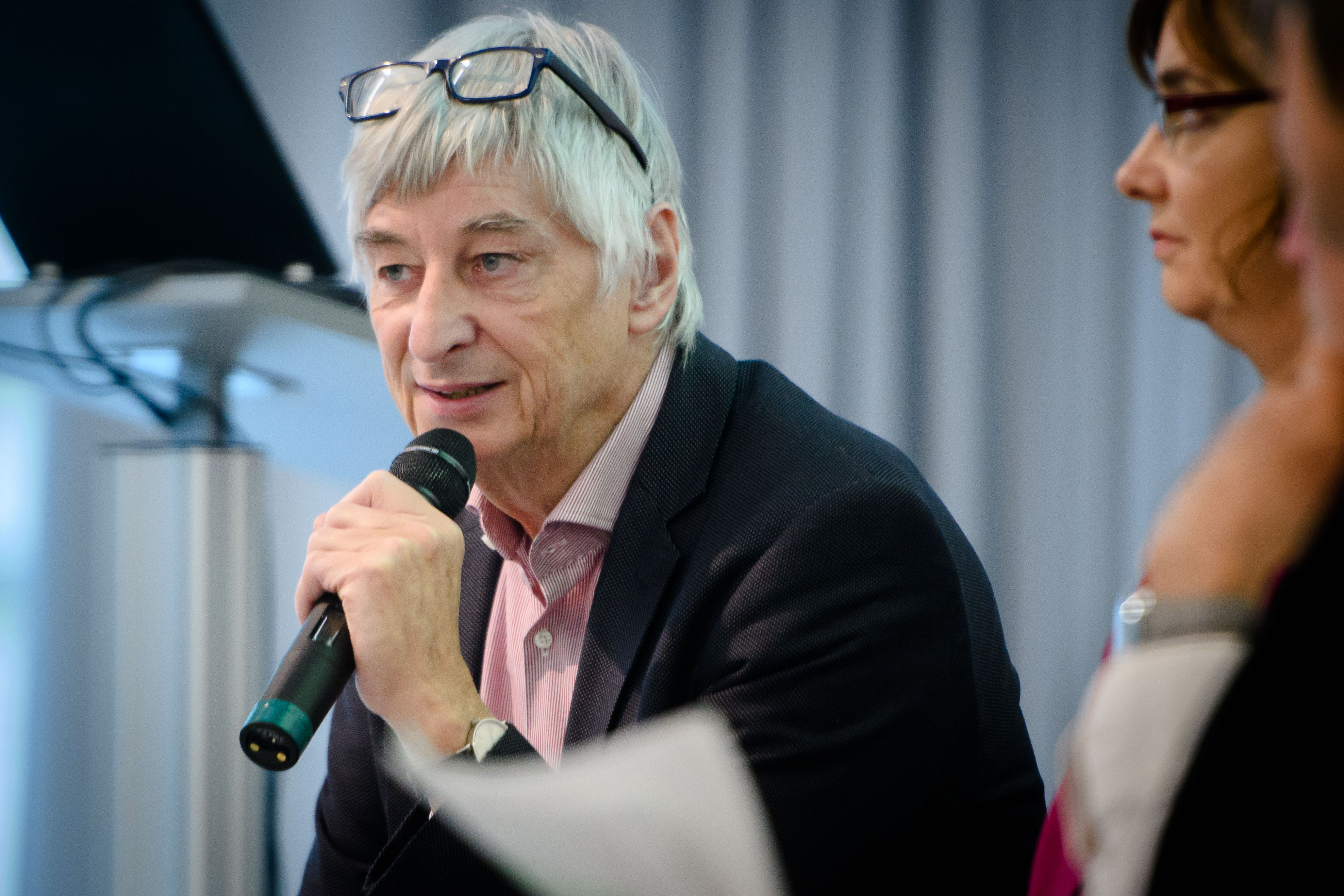
Jens S. Dangschat

Jens S. Dangschat (* 26. April 1948 in Wiesbaden) ist ein deutscher Soziologe und emeritierter Universitätsprofessor der Technischen Universität Wien. Von 2009 bis 2011 amtierte er als Präsident der Österreichischen Gesellschaft für Soziologie.
Dangschat studierte von 1971 bis 1979 das Hauptfach Soziologie und die Nebenfächer Volkswirtschaftslehre, Psychologie, Sozial- und Wirtschaftsgeschichte an der Universität Hamburg und schloss als Diplom-Soziologe ab. Er blieb als wissenschaftlicher Mitarbeiter an der Universität und wurde dort 1985 promoviert. Danach war er, weiterhin in Hamburg, erst Hochschulassistent, dann Vertretungsprofessor und schließlich von 1992 bis 1998 C3-Professor für Allgemeine Soziologie, Stadt und Regionalsoziologie. 1998 wechselte er als Ordentlicher Professor auf die neu eingerichtete Stelle für „Siedlungssoziologie und Demographie“ an die Technische Universität Wien und wurde zudem Leiter des dortigen Instituts für Raumplanung. 2016 wurde er emeritiert.
In der Forschung befasst sich Dangschat unter anderem mit Fragen sozialräumlicher Ungleichheit (Segregation & Gentrification; soziale Milieus), mit nachhaltiger Raumentwicklung und der Auswirkung künftiger Technologien auf (Stadt-)Gesellschaft.

## Schriften (Auswahl)
- Als Herausgeber: Modernisierte Stadt – gespaltene Gesellschaft. Ursachen von Armut und sozialer Ausgrenzung. Leske und Budrich, Opladen 1999, ISBN 978-3-8100-1809-0.
- Mit Monika Alisch: Armut und soziale Integration. Strategien sozialer Stadtentwicklung und lokaler Nachhaltigkeit. Leske und Budrich, Opladen 1998, ISBN 978-3-8100-1974-5.
- Als Herausgeber mit Jörg Blasius: Lebensstile in den Städten. Konzepte und Methoden. Leske und Budrich, Opladen 1994, ISBN 978-3-8100-1266-1.
- Mit Monika Alisch: Die solidarische Stadt. Ursachen von Armut und Strategien für einen sozialen Ausgleich. Verl. für Wiss. Publ., Darmstadt 1993, ISBN 978-3-922981-83-1.
- Soziale und räumliche Ungleichheit in Warschau. Christians, Hamburg 1985, ISBN 978-3-7672-0920-6 (zugleich Dissertationsschrift, Universität Hamburg 1985).
- Aktionsräume von Stadtbewohnern. Eine empirische Untersuchung in der Region Hamburg. Westdeutscher Verlag, Opladen 1982, ISBN 978-3-531-11607-5.